# Dicranota paraconsors
Dicranota paraconsors är en tvåvingeart som beskrevs av Alexander 1955. Dicranota paraconsors ingår i släktet Dicranota och familjen hårögonharkrankar. Inga underarter finns listade i Catalogue of Life.